# Антракотерійова фауна
Антракоте́рійова фа́уна — сукупність наземних тварин, що жили в болотистих і лісистих місцевостях Європи й Америки в олігоценову епоху.
Характерними представниками антракотерійової фауни були антракотерії, тапіри, безрогі носороги, свині-гіотерії, видри, хохулі, вивірки, а також підковики, вівери, опосуми, бобри, пелікани, мартини, ібіси, марабу, папуги, крокодили та ін.